# 세르히오 가르시아

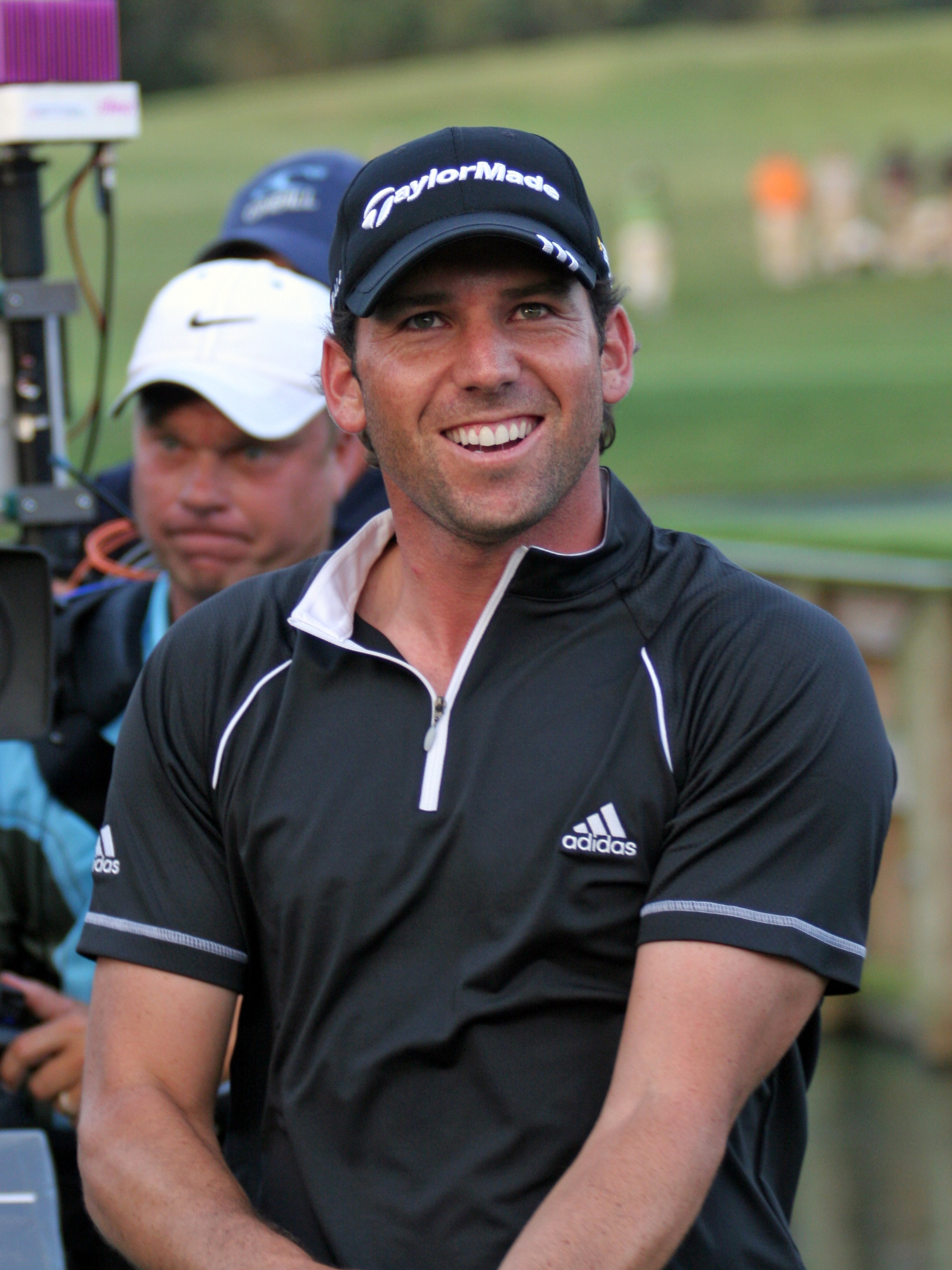
세르히오 가르시아 (2008년)

세르히오 가르시아 페르난데스(스페인어: Sergio García Fernández, 1980년 1월 9일 ~ )는 스페인의 골프 선수이다. 가르시아는 2008년 플레이어스 챔피언십과 2017년 매스터스 토너먼트를 포함한 국제 대회에서 30회 우승하였다.